# Neues Schloss (Behringersdorf)

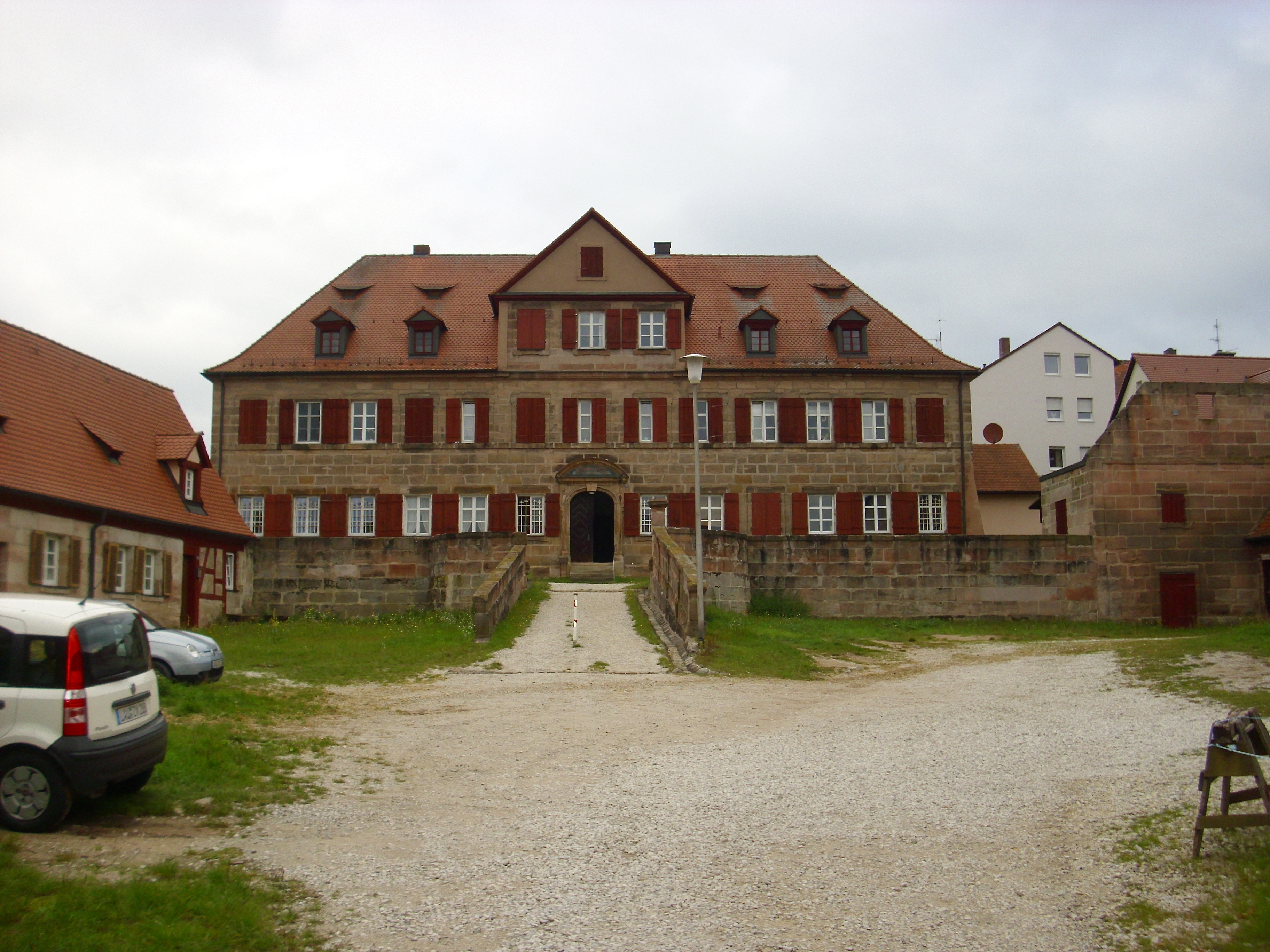
Neues Schloss Behringersdorf

Das Neue Schloss ist ein ehemaliger Herrensitz in Behringersdorf in der Gemeinde Schwaig bei Nürnberg. 

## Geschichte
Ein gewisser „Berengerus de Rukerstorf“ errichtete 1243 einen Dienstmannensitz in Behringersdorf. Der Ort befand sich im Lehensbesitz der Burggrafen von Nürnberg. Durch Heirat wurde der Besitz an die Grafen von Nassau verliehen. Diese veräußerten 1319 das Dorf an die Nürnberger Patrizierfamilie Schürstab; es kam in der Folge an die Patrizierfamilie Tucher. 
Der wohl von den Schürstab errichtete „Grolandsche oder Alte Sitz“ in der heutigen Schwaiger Straße 18–26 („bei der Kirche“) wurde wohl noch im 15. Jahrhundert von Anton Tucher an Wolf Groland verkauft, dem Jakob Groland folgte. Der 1552 im Zweiten Markgrafenkrieg weitgehend zerstörte kleine Wohnturm verfügte über mindestens zwei Obergeschosse.  
1580 wurde der Sitz von Philipp Geuder an Christoph Tucher verkauft. Unter ihm wurde das Langhaus 1587 abgebrochen und durch ein neues Voithaus mit Stallungen ersetzt. Die Tucher hatten bereits 1532 das Spitalsitzlein erworben. Der ruinöse viergeschossige Turm wurde erst 1660 und dann wieder um 1715 erneuert.
Ab 1719 wurde von den Tucher dann das sogenannte Neue Schloss errichtet, gegen den Widerstand des Rates der Stadt Nürnberg, der kein neues Herrschaftsgebäude neben einem bestehenden errichten lassen wollte. Der langgestreckte Sandsteinbau mit Walmdach und Mittelerker wurde nach und nach (quasi als Schwarzbau) nach Planungen von Johann Ulrich Mösel errichtet. Erst 1745 ging man an den Ausbau und die Stuckarbeiten der oberen Räume und 1748 wurde das Portal ausgearbeitet.
Das Schloss wird von privaten Mietern bewohnt. Das gesamte Anwesen ist im Besitz von Hildegard von Schweinichen-Tucher. 

## Beschreibung
Das Baudenkmal ist in der Liste der Baudenkmäler in Schwaig bei Nürnberg folgendermaßen beschrieben:
Ehem. Herrensitz, dreigeschossiger Sandsteinquaderbau mit Walmdach und polygonalem Treppenturm mit Zeltdach, 2. Hälfte 16. Jahrhundert, Erneuerungen und Flügelanbau Mitte 18. Jahrhundert; mit Ausstattung
Scheune, Sandsteinquaderbau mit Fachwerkgiebel und Satteldach, 18. Jahrhundert.
Teile der ehem. Schlossmauer, Sandsteinquadermauerwerk, 18. Jahrhundert.